# Liste des chapitres de Satan 666
Cet article est un complément de l’article sur le manga Satan 666. Il contient la liste des volumes du manga parus en presse à partir du tome 1, avec les chapitres qu’ils contiennent.

## Volumes 1 à 10
| no | Japonais         | Japonais      | Français         | Français      |
| no | Date de sortie   | ISBN          | Date de sortie   | ISBN          |
| --- | ---------------- | ------------- | ---------------- | ------------- |
| 1 | 21 décembre 2001 | 9784757505971 | 13 octobre 2005  | 2351420225    |
| Liste des chapitres : 01. Les amis 02. Rêve 1 03. Rêve 2 |                  |               |                  |               |
| 2 | 22 mai 2002      | 9784757506978 | 8 décembre 2005  | 2351420233    |
| Liste des chapitres : 04. Les 5 O-Parts 05. Le loup solitaire 06. Crocs 07. La ville dans la brume 08. Résistance                                                      |                  |               |                  |               |
| 3 | 21 octobre 2002  | 9784757508101 | 9 février 2006   | 2351420438    |
| Liste des chapitres : 09. Le magicien pourpre 10. Évasion !! 11. Le pouvoir d’une ancienne civilisation 12. Les trois épreuves 13. Kirin entre en scène !?             |                  |               |                  |               |
| 4 | 22 février 2003  | 9784757508736 | 13 avril 2006    | 2351420586    |
| Liste des chapitres : 14. Deux contre un 15. Le jeu du batteur !! 16. Mekishis s'est réveillé !! 17. La puissance de Dieu                                              |                  |               |                  |               |
| 5 | 21 juin 2003     | 9784757509634 | 8 juin 2006      | 9782351420591 |
| Liste des chapitres : 18. De plain-pied dans la voie sinueuse de la vie ! 19. États d’âme 20. La stratégie finale 21. Agir comme un seul homme 22. Pacte avec le démon |                  |               |                  |               |
| 6 | 22 novembre 2003 | 9784757510722 | 17 août 2006     | 9782351420607 |
| Liste des chapitres : 23. Ennemi mortel 24. Un magnifique ciel bleu Chapitre Spécial : Justice Chapitre Bonus : Trigger                                                |                  |               |                  |               |
| 7 | 21 février 2004  | 9784757511439 | 12 octobre 2006  | 9782351420614 |
| Liste des chapitres : 25. La légende du spirit 26. La cabale 27. Papa, Maman 28. La caravane des ténèbres                                                              |                  |               |                  |               |
| 8 | 22 juin 2004     | 9784757512207 | 14 décembre 2006 | 9782351420621 |
| Liste des chapitres : 29. La voie que les dieux ont choisie 30. Les anges de la Cabale 31. Les éliminatoires d’Olympia 32. Deux personnes par poules éliminatoires     |                  |               |                  |               |
| 9 | 22 octobre 2004  | 9784757512962 | 8 février 2007   | 9782351421499 |
| Liste des chapitres : 33. Rockbird, l’oiseau mythique 34. Début du tournoi d’Olympia 35. La promesse 36. Volume maximal                                                |                  |               |                  |               |
| 10 | 22 février 2005  | 9784757513631 | 12 avril 2007    | 9782351421604 |
| Liste des chapitres : 37. Un véritable monstre 1 38. Un véritable monstre 2 39. L’oiseau en cage 40. Réalité et faux-semblants                                         |                  |               |                  |               |

## Volumes 11 à 19
| no | Japonais        | Japonais      | Français         | Français      |
| no | Date de sortie  | ISBN          | Date de sortie   | ISBN          |
| --- | --------------- | ------------- | ---------------- | ------------- |
| 11 | 22 juin 2005    | 9784757514546 | 14 juin 2007     | 9782351421611 |
| Liste des chapitres : 41. Espoirs 42. Rivaux ?! 43. Le monde et sa raison 44. Big bang                                                                  |                 |               |                  |               |
| 12 | 22 octobre 2005 | 9784757515512 | 23 août 2007     | 9782351421628 |
| Liste des chapitres : 45. Le dernier étage 46. Icaros, le roi démon 47. Les raisons du cœur 48. Le démon de la Caballe                                  |                 |               |                  |               |
| 13 | 22 février 2006 | 9784757516243 | 11 octobre 2007  | 9782351421635 |
| Liste des chapitres : 49. Affrontement 50. D'un seul coup! 51. Lumières et ténèbres 52. La clé de Salomon                                               |                 |               |                  |               |
| 14 | 22 juin 2006    | 9784757517011 | 14 février 2008  | 9782351421642 |
| Liste des chapitres : 53. Liens 54. Les graines d'une ancienne civilisation 55. L'O-parts légendaire 56. Un nouveau membre                              |                 |               |                  |               |
| Début des Next-gen |                 |               |                  |               |
| 15 | 21 octobre 2006 | 9784757517967 | 10 avril 2008    | 9782351422632 |
| Liste des chapitres : 57. Irruption ! 58. À chacun son adversaire 59. Incantation 60. L'idéologie de Miko                                               |                 |               |                  |               |
| 16 | 22 mars 2007    | 9784757519831 | 12 juin 2008     | 9782351422649 |
| Liste des chapitres : 61. Retrouvailles 62. Tous réunis de nouveau 63. Clair de lune 64. Le quartier général de Zenom                                   |                 |               |                  |               |
| 17 | 22 juin 2007    | 9784757520264 | 21 août 2008     | 9782351423264 |
| Liste des chapitres : 65. Les pièges des ruines ! 66. Cœur 67. Les frères s'affrontent ! Leurs cicatrices se souviennent ! 68. Les sentiments d'un père |                 |               |                  |               |
| 18 | 22 octobre 2007 | 9784757521292 | 9 octobre 2008   | 9782351423271 |
| Liste des chapitres : 69. La vie 70. Le cœur d'une femme 71. L'invocation du démon 72. 2 combats                                                        |                 |               |                  |               |
| 19 | 22 février 2008 | 9784757522169 | 11 décembre 2008 | 9782351423370 |
| Liste des chapitres : 73. Zenom 74. Promis juré 75. Armageddon 76. Jio Fleed                                                                            |                 |               |                  |               |